# Java (Insel)
Java, indonesisch Jawa (nach alter Schreibweise Djawa; Aussprache: [dʒawa], im Deutschen zumeist [ˈjaːva]) ist neben Sumatra, Borneo und Sulawesi eine der vier Großen Sundainseln. Die Insel gehört vollständig zur Republik Indonesien, auf ihr liegt auch die größte Stadt und ehemalige Hauptstadt Indonesiens, Jakarta.

## Geographie

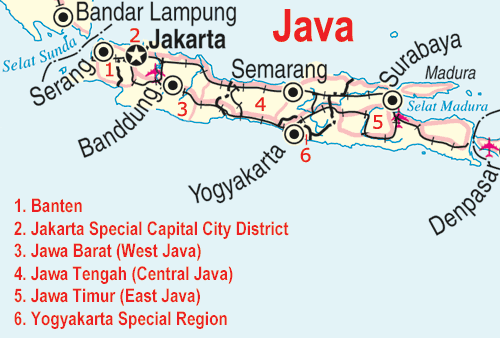
Java

Java liegt im Tropengürtel zwischen etwa 6° Süd/105° Ost und etwa 9° Süd/115° Ost südlich von Borneo und östlich von Sumatra im Indischen Ozean. Die Insel hat eine Fläche von 126.650 Quadratkilometern – mit kleineren vorgelagerten Inseln wie Madura sind es 132.107 Quadratkilometer.
Java hat etwa 152 Millionen Einwohner (Stand 2020), mehr als jede andere Insel der Erde. Mit über 1100 Einwohnern je Quadratkilometer ist die Bevölkerungsdichte eine der höchsten der Welt. Auf Java befindet sich die ehemalige Hauptstadt der Inselrepublik Indonesien, Jakarta, mit (2019) 10,5 Millionen Einwohnern. Jakarta dehnt sich in der Fläche immer weiter aus und wächst mit den Nachbarstädten Bogor, Depok, Tangerang und Bekasi zusammen, wofür inzwischen der Kunstbegriff „Jabodetabek“, zusammengesetzt aus den Anfangssilben der Namen der fünf Städte, gebräuchlich wurde.
Das Wetter ist vom Monsun geprägt, der aus unterschiedlichen Richtungen kommt. Die Insel ist außerordentlich fruchtbar. Im Westen finden sich noch kleinere Dschungelflächen, während es nach Osten zu allmählich trockener wird. Freie Flächen sind weitgehend kultiviert, wobei von Kaffee über Tabak und Mais zahlreiche Ackerbauprodukte gewonnen werden. Beherrschend aber ist der Reisanbau mit großen Feldern und Reisterrassen.
Es gibt mehrere Flusssysteme, die bei den teilweise über 3000 Meter hohen Vulkanen entspringen. Der Solo ist mit etwa 600 Kilometern der längste Fluss. Weitere größere Flüsse sind der Serayu und der Progo.
Neben den zu beobachtenden unterschiedlichsten Erscheinungsformen der Natur (Dschungel, Savannen, Mangrovensümpfen, einer Reihe teils aktiver Vulkane und Kraterseen), zeugen zahlreiche Tempelanlagen auf Java von einer wechselvollen Kulturgeschichte vor der Kolonialzeit. Die bedeutendsten sind der buddhistische Tempel von Borobudur sowie der hinduistische Tempel von Prambanan.

### Vorgelagerte Inseln
Neben Madura im Nordosten gibt es weitere, Java vorgelagerte Inseln. Bawean, die Karimunjawa-Inseln und Kepulauan Seribu befinden sich nördlich.
In der Sundastraße im Westen liegen Panaitan, Sangiang und Krakatau, eine Vulkaninsel. Die benachbarten Legundi, Sebuku und Sebesi liegen näher an Sumatra.

### Flora und Fauna
Auf der Insel lebte bis in die 1980er Jahre noch der Java-Tiger (Panthera tigris sondaica). Das vom Aussterben bedrohte Java-Nashorn (Rhinoceros sondaicus) kommt noch im Nationalpark Ujung Kulon im Südwesten der Insel vor.

### Verwaltungsgliederung
Administrativ ist Java in die Provinzen Banten, Jawa Barat (Westjava), Jawa Tengah (Zentraljava), Jawa Timur (Ostjava) und das autonome Fürstentum Yogyakarta unterteilt. Die Stadt Jakarta untersteht unmittelbar der Zentralregierung.

### Städte

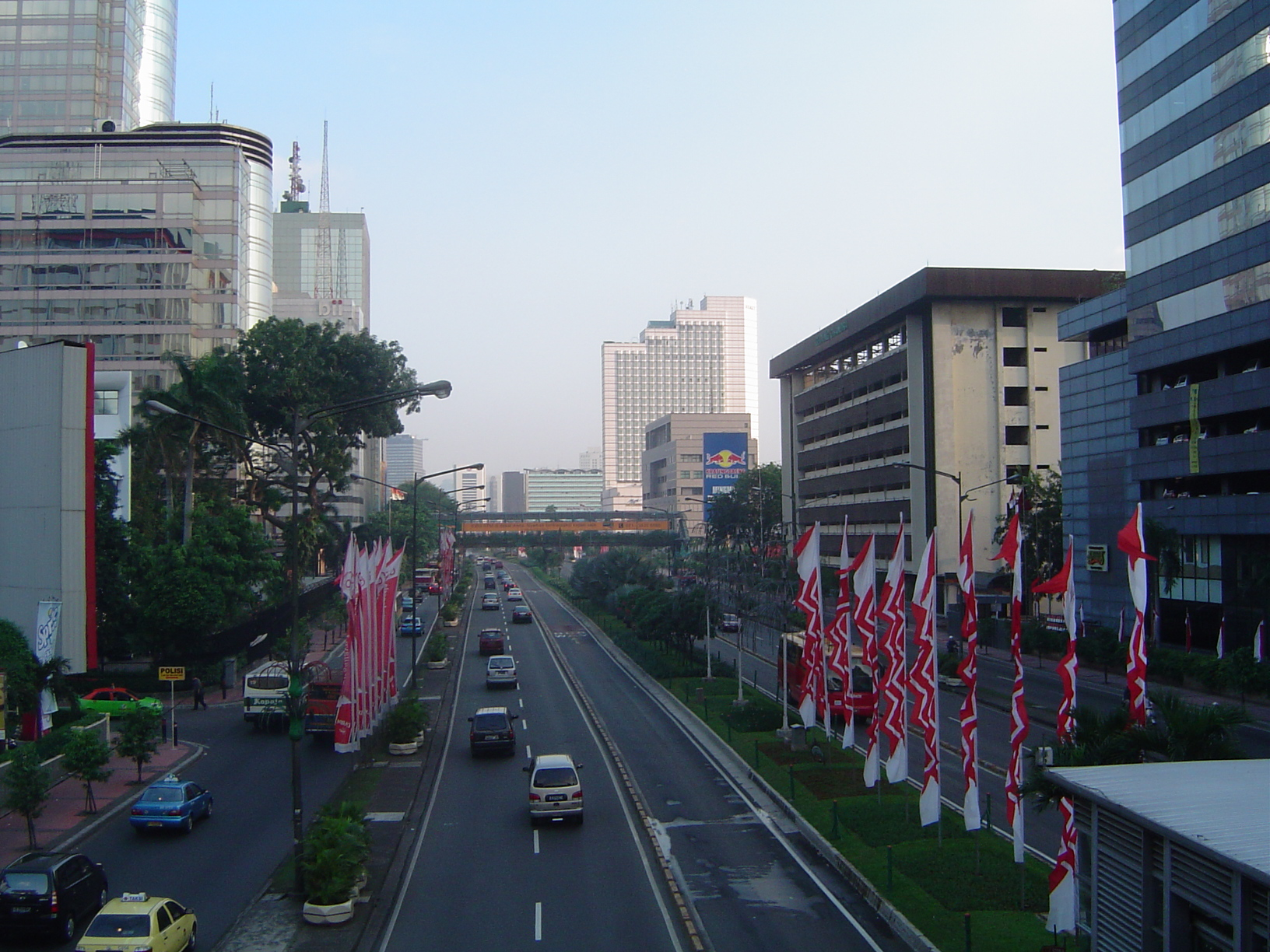
Zentrum von Jakarta

Auf der dichtbesiedelten Insel gibt es zahlreiche große Städte:
- Jakarta mit etwa 11 Millionen Einwohnern (Hauptstadt Indonesiens)
- Surabaya mit etwa 2,8 Millionen Einwohnern
- Bandung mit etwa 2,3 Millionen Einwohnern
- Semarang mit etwa 1,5 Millionen Einwohnern
- Depok mit etwa 1,3 Millionen Einwohnern
- Bogor mit etwa 950.000 Einwohnern
- Malang mit etwa 820.000 Einwohnern
- Surakarta mit etwa 500.000 Einwohnern
- Yogyakarta mit etwa 389.000 Einwohnern

## Geologie
Java befindet sich, zusammen mit der größeren nordwestlichen Nachbarinsel Sumatra und den kleineren östlich gelegenen Inseln, am Sundagraben (auch Sundarinne). Der Sundagraben wiederum stellt die Subduktionszone nördlich der Australischen Platte dar. Während der letzten Eiszeit war Java mit dem Festland verbunden und Teil des Sundalandes.
Java, selbst fast zur Gänze vulkanischen Ursprungs, ist Teil des Sundabogens, einem Vulkangürtel, der von vielen Geologen zum Pazifischen Feuerring gerechnet wird (siehe Begrenzung des Pazifischen Feuerrings). Auf der Insel gibt es daher 38 teils erloschene, teils noch aktive Vulkane; in ganz Indonesien beläuft sich die Zahl der aktiven Vulkane auf etwa 130. Zu den bekanntesten Vulkanen zählen der Bromo (2329 Meter) und der Merapi (ca. 2985 Meter), der als einer der gefährlichsten Vulkane der Welt gilt. Südlich des Tengger-Gebirges mit dem Bromo erhebt sich der höchste Berg Javas, der 3676 Meter hohe tätige Vulkan Semeru.

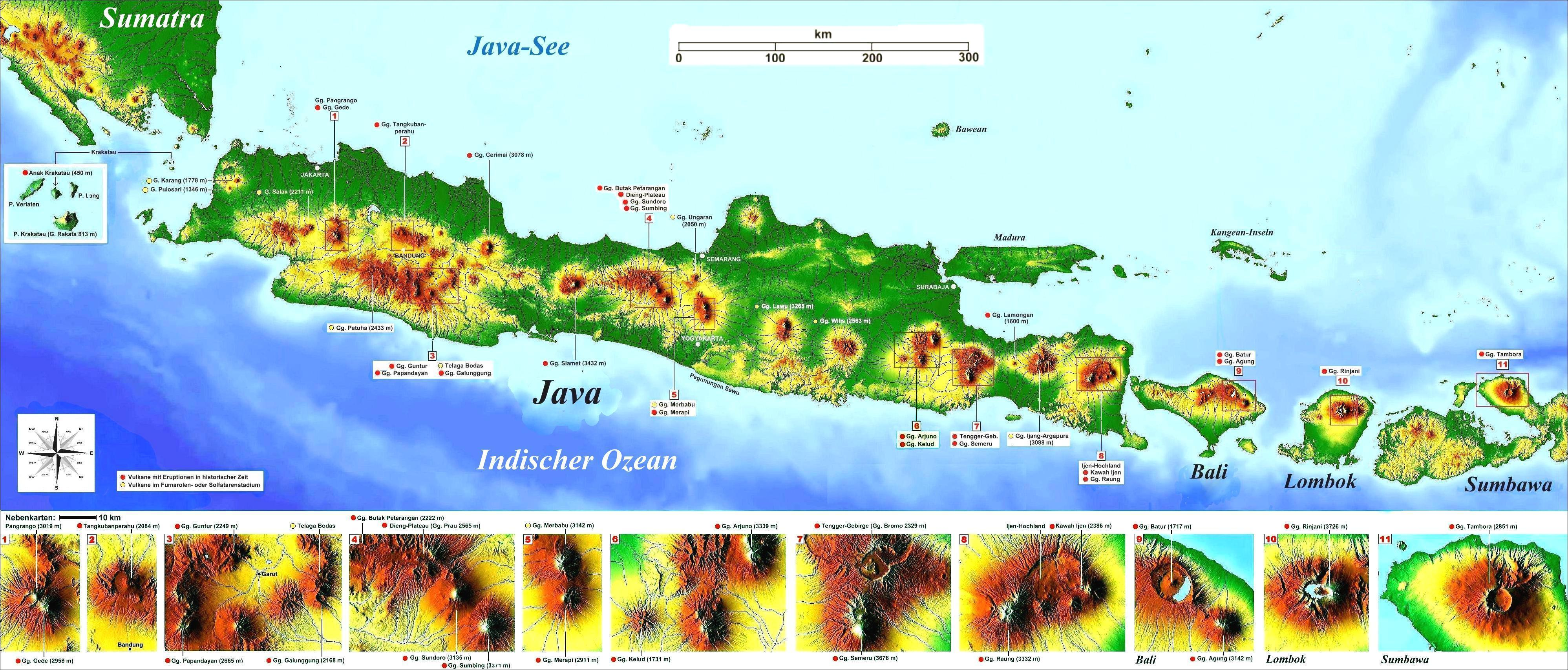
Vom Krakatau bis zum Tambora. Vulkanismus auf Java, Bali, Lombok und Sumbawa

Neben Vulkanismus kommt es auf Grund der geologischen Gegebenheiten auch häufig zu Erdbeben. Das letzte schwere Beben war jenes von Yogyakarta am 27. Mai 2006 mit der Stärke 6,3 auf der Momenten-Magnituden-Skala. Das Hypozentrum lag nach Angaben des USGS etwa 20 Kilometer südöstlich der Stadt Yogyakarta in einer Tiefe von circa zwölf Kilometern. Das Hauptbeben, gefolgt von mehr als 1000 Nachbeben bis zu einer Stärke von bis zu 5,2, kostete nach Angaben der UNO vom 5. Juni 2006 annähernd 5800 Menschen das Leben, bis zu 57.800 wurden verletzt, mehr als 130.000 Häuser wurden zerstört oder schwer beschädigt und bis zu 650.000 Menschen wurden obdachlos. Am schwersten betroffen war die Stadt Bantul, wo allein etwa 2400 Menschen starben und vier Fünftel der Gebäude zerstört wurden. Schwer beschädigt wurde auch die Tempelanlage Prambanan, die vorerst für Besucher geschlossen wurde. Der nahe gelegene Vulkan Merapi, der in den Wochen zuvor bereits verstärkt Aktivitäten gezeigt hatte, stieß kurz nach dem ersten Beben eine rund 3,5 Kilometer hohe Wolke aus Gasen und Asche aus. In den weiteren Tagen nach dem Beben verstärkte sich seine Aktivität noch weiter um mindestens das Doppelte.
Eine weitere Gefahr geht von Seebeben aus, die Tsunamis verursachen können. Das Seebeben vor Java am 17. Juli 2006 mit einer Stärke vom 7,7 auf der Richterskala, dessen Epizentrum rund 400 Kilometer vor der Küste lag, verursachte eine Flutwelle, die nach Augenzeugenberichten eine Höhe von bis zu vier Metern erreichte. Ihr fielen auch durch einstürzende Gebäude mehr als 660 Menschen zum Opfer, etwa 300 werden vermisst. Zudem wurden rund 30.000 Menschen obdachlos. Besonders schwer betroffen war der Ort Pangandaran, der vor allem bei Einheimischen als Urlaubsort beliebt ist.
Im Mai 2006 bohrte die regionale Firma Lapindo im Kecamatan Porong ein etwa drei Kilometer tiefes Loch, um auf vermutetes Öl zu stoßen. Jedoch entpuppte sich das Ölvorkommen als ein unterirdisches Wasservorkommen, das sich nun als Schlammvulkan, eine große, 140 Grad Celsius heiße Schlammfontäne, bemerkbar macht. Der Schlammvulkan Sidoarjo überflutete bereits viele Dörfer und Städte im Osten Javas. Versuche, den fauligen Schlick in Flüsse zu leiten, schlugen bislang fehl. Geologen vermuten, dass es noch Jahre dauern könnte, bis sich das Wasservorkommen ausreichend geleert hat, sodass der Vulkan zum Versiegen kommt. Ob das überhaupt geschehen wird, ist außerdem umstritten. Der neueste Versuch besteht darin, die angebohrte Stelle des Wasservorkommens mit einer schweren Flüssigkeit namens Micromax zu verschließen.

## Geschichte

### Prähistorische Zeit
Dass die Insel Java bereits in prähistorischer Zeit besiedelt war, beweist der Fund des „Java-Menschen“, einer Unterart des Homo erectus, die vom niederländischen Anthropologen Eugene Dubois 1891 bei Trinil am Solo-Fluss in der Provinz Jawa Timur gefunden wurde.

### Vorkoloniale Zeit

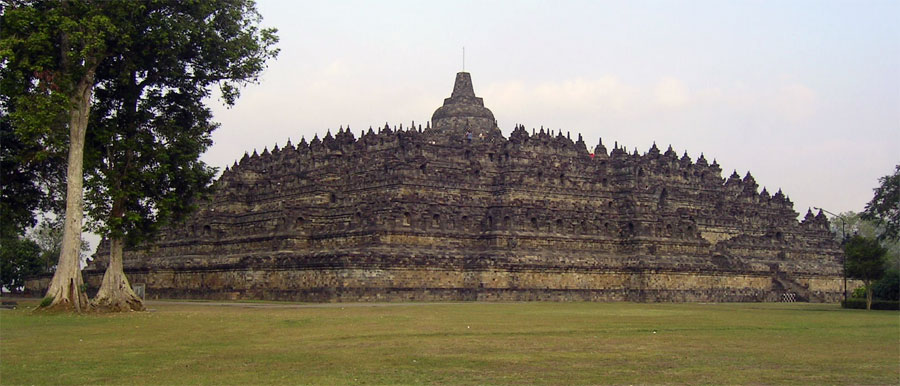
Buddhistische Tempelanlage Borobudur

Im 1. Jahrtausend n. Chr. fassten Buddhismus und Hinduismus auf der Insel Fuß und verschmolzen mit Glaubensvorstellungen der ursprünglichen Bauernkultur. Mehrere Reiche bildeten sich, von denen die mächtigsten Pajajaran und Majapahit waren. Letzteres wurde zwar 1304 vom Sultan von Ternate erobert, kam jedoch 1359 wieder in den Besitz des Monarchen Hayam Wuruk, der in der Folge längere Zeit als Kaiser die ganze Insel beherrschte. Wirtschaftlich profitierte Java von seiner Lage an wichtigen Seehandelswegen nach China. Kulturell blieben aber Übernahmen aus Indien entscheidend. Eine parallele Entwicklung vollzog sich auf der Nachbarinsel Sumatra.
Anfang des 15. Jahrhunderts kamen muslimische Händler aus dem vorderindischen Gujarat auf die Insel, und eine Konversion zum Islam begann.

### Kolonialzeit
Zwar hatten die Portugiesen bereits 1579 erste Handelsverbindungen geknüpft, sie wurden aber bald von den erstmals 1594 gelandeten Niederländern verdrängt. Am 1. Juni 1619 eroberten die Niederländer Jakarta, das sie unter dem Namen Batavia zum Zentrum ihres Kolonialreiches in Asien machten. Auf Java selbst beschränkten sie sich vorerst auf die Herrschaft über die Stadt. 1629 belagerte Sultan Agung von Mataram die niederländische Kolonie, blieb aber erfolglos. Der javanische Adel fühlte sich durch Agum ebenfalls bedroht und griff auf Waffenhilfe der technisch überlegenen Niederländer zurück. Als Gegenleistung mussten sie der Niederländischen Ostindien-Kompanie (VOC) Land abtreten. Dadurch übernahm die VOC im Verlauf des 17. Jahrhunderts die Kontrolle über die ganze Insel. Java lag im Knotenpunkt der asiatischen Seerouten und erlaubte den Niederländern dadurch eine weitgehende Kontrolle des Handels außerhalb des von England dominierten Indien.
Gleichzeitig mit der Durchsetzung der Kolonialherrschaft breitete sich auch der Islam auf Java aus. Popularität gewann er vor allem, weil er von vielen Einheimischen als Gegengewicht zur Kultur der Europäer verstanden wurde. Auf der anderen Seite unternahmen die Niederländer kaum christliche Missionierungsversuche.
Die Niederländer setzten Chinesen als Händler und Steuereintreiber ein, wodurch diese sich bei der einheimischen Bevölkerung unbeliebt machten. Auch zwischen Niederländern und Chinesen wuchsen die Spannungen, weil die Kolonialherren die unkontrollierte Zuwanderung aus China zunehmend als Gefahr betrachteten. 1740 wurden tausende Chinesen in einem Pogrom in Batavia umgebracht. An den Morden beteiligten sich sowohl die lokale moslemische Bevölkerung als auch die niederländischen Kolonialtruppen. Ein Jahr später gab die Kolonialverwaltung offiziell alle Chinesen auf Java zur Tötung frei, was weitere Pogrome zur Folge hatte.

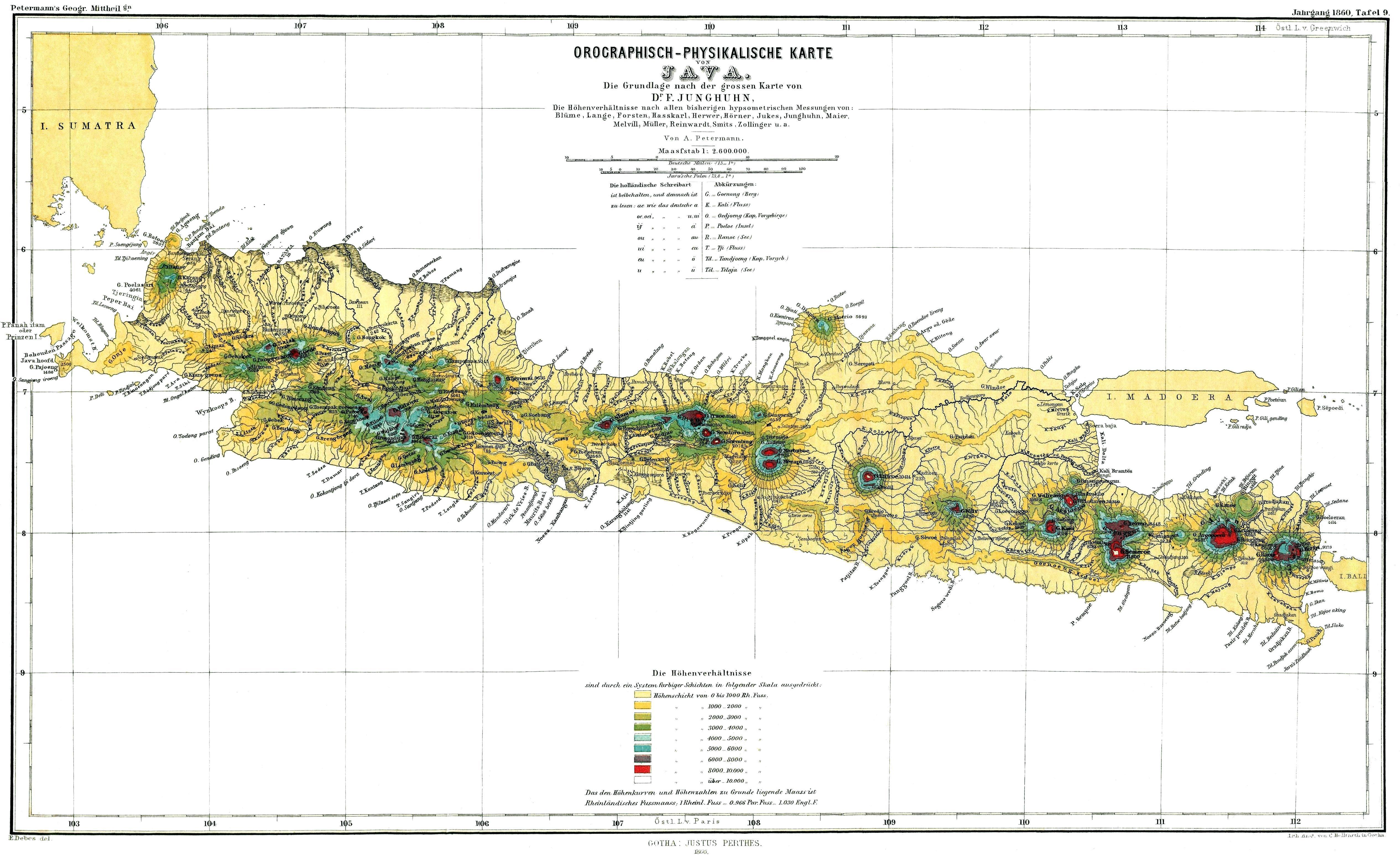
Karte von Java 1860

Am Anfang des 19. Jahrhunderts übernahm der niederländische Staat die direkte Kontrolle über die Kolonie, nachdem die VOC am 31. Dezember 1799 für insolvent erklärt worden war, und verstärkte in Zusammenarbeit mit dem javanesischen Adel die wirtschaftliche Ausbeutung der Landbevölkerung. Nach dem Britisch-Niederländischen Krieg um Java im Spätsommer 1811 fiel die Insel an die Briten, wurde jedoch nach Ende der Napoleonische Kriege wieder an die Niederlande zurückgegeben.
1825 bis 1830 kam es zu einem Volksaufstand gegen die Niederländer wegen einer neuen Abgabe, die die Einheimischen auf die Reisernte entrichten mussten. Den Kämpfen im sogenannten Javakrieg fielen über 200.000 Javaner und 8.000 Europäer zum Opfer.
1830 wurde das sogenannte cultuurstelsel eingeführt. Statt Pacht zu zahlen, sollten die Bauern nunmehr ein Fünftel ihres Bodens zur Verfügung stellen, um auf diesem Land von der Regierung bestimmte Gewächse anzubauen. Zu diesem System gehörte auch, dass sie ihre Arbeitskraft 66 Tage im Jahr zugunsten der Regierung einsetzten. In der Praxis gingen die Belastungen für die Bauern häufig weit über die offiziellen Vorgaben hinaus. Die Waren wurden nach Europa verschifft und dort gewinnbringend verkauft. Dieses System kritisierte der niederländische Schriftsteller und ehemalige Kolonialbeamte Eduard Douwes Dekker in seinem 1860 unter dem Pseudonym Multatuli veröffentlichten Buch Max Havelaar.
Im Zweiten Weltkrieg wurde die Insel im März 1942 von japanischen Truppen besetzt und blieb bis zur Kapitulation Japans okkupiert. Geschätzt 2,4 Millionen Bewohner starben während dieser Zeit, unter anderem aufgrund einer katastrophalen Hungersnot 1944/45.

### Zeit bis heute
Seit der Ausrufung der Unabhängigkeit ist Java mit der Landeshauptstadt Jakarta das Zentrum der Republik Indonesien.

## Bevölkerung

### Sprache
Neben der Amtssprache Bahasa Indonesia wird im mittleren und östlichen Teil Javas die javanische Sprache gesprochen, im Nordosten außerdem die maduresische Sprache. Im westlichen Teil Javas ist die sundanesische Sprache vorherrschend.

### Religion
In Java stellen Muslime die Bevölkerungsmehrheit. Java wurde im 15. und 16. Jahrhundert islamisiert, so dass heute rund 91 Prozent der Javaner und 97 Prozent der Sundanesen Muslime sind.
Um 1815 schickten die Niederlande erstmals christliche Missionare nach Java. In der Folge traten viele Chinesen zum Christentum über, ebenso einige wenige Javaner, die noch nicht den Islam angenommen hatten.
Im Süden von Zentraljava gibt es einige christliche Gemeinden, deren Mitglieder größtenteils zur chinesischen Minderheit gehören.
58 Prozent der muslimischen Javaner bezeichnen sich als Abangan, das heißt, sie betrachten die Schari’a nicht als unmittelbar gültiges Gesetz. Die übrigen sind Santri, die eine eher orthodoxe Auslegung des Islams vertreten.

## Wirtschaft
Ursprünglich war auf Java die reisorientierte Landwirtschaft verbreitet. Während der niederländischen Kolonialherrschaft wurde die Plantagenwirtschaft (Zuckerrohr, Kautschuk, Tee, Kaffee und Chinin) eingeführt.
Heute ist Java die am meisten entwickelte Insel in Indonesien, mit mehreren Industrie- und Geschäftszentren und einem ausgebauten Straßensystem und einem Eisenbahnnetz.